# キム・キールセン
キム・キールセン（グリーンランド語: Kim Marius Kielsen、1966年11月30日 - ）は、グリーンランドの政治家。自治政府首相（第7代）を務めた。進歩党所属。

## 経歴
1983年に17歳で船員となり、1996年に警察官となって2003年まで務めた。2005年のパーミュート市議会議員となり、同年のランスティング（立法府）の総選挙において当選し、議員となった。
2007年3月から2009年12月にかけて、ハンス・エノクセン自治政府首相の内閣において、住宅・開発・資源大臣を務めた。
2013年11月にアレカ・ハモンド内閣において自然・環境大臣として入閣した（2014年に北欧問題が所掌に加わった）。自治政府首相のアレカ・ハモンドが2014年9月に首相辞任を表明したことに伴い、9月30日に首相代行に就任した。その後、同年11月に行われた総選挙に勝利し、同年12月12日に正式に首相に就任し、進歩党、連帯党、民主党の連立による第1次キールセン内閣を組閣した。2015年には内閣改造（第2次内閣）を行った。
2016年には閣内不一致から3党の連立が解消された。そのため、新たに進歩党、イヌイット友愛党、ナレラク党による第3次内閣を組閣した（同内閣を第2次内閣と呼ぶ場合もある）。
2018年には任期満了前に議会の解散を行い、4月の総選挙後には連立枠組みが変わり、進歩党、連帯党、ナレラク党、NQ党による第4次内閣が成立した。当初は連立政権で議会の過半数を占めていたが、同年10月にはグリーンランドの空港建設事業へのデンマークによる支援を巡ってナレラク党が連立政権から離脱したため、残りの3党からなる少数連立政権（第5次内閣）となり、民主党の閣外協力を得ることで政権を維持した。2019年4月には、連帯党も連立政権から離脱した（第6次内閣）。2020年5月には、進歩党、民主党、NQ党による第7次内閣となった。
2020年には進歩党の党首選でエリック・ジェンセンに敗れたが、首相は続投した。
2019年にアメリカのトランプ大統領によるグリーンランド買収構想が報じられた際には、「グリーンランドは売りに出していない。しかし、グリーンランドはアメリカを含む他国との貿易や協力には、門戸を開いている」と述べた。
デンマークからの独立のための資金源としてレアアース採掘計画を推し進めたが、環境汚染を懸念する声があがったほか、事業主体となるオーストラリアの鉱物探査企業グリーンランド・ミネラルズの大株主が中国のレアアース加工会社・盛和資源控股だったため欧米からも計画に対する警戒感が高まり、2021年4月6日に執行された総選挙の争点となった。選挙の結果、計画に反対の立場をとるイヌイット友愛党、ナレラク党がそれぞれ12、4議席を獲得し、反対派が過半数を占めた。4月23日に首相を退任した。

## 叙勲
2016年9月にはグリーンランドの名誉勲章である「ナサナット・イン・ゴールド」を受賞した。2018年にはデンマークのダンネブロ勲章を受賞した。